# 聖保羅查爾斯敦區
聖保羅查爾斯敦區是聖基茨和尼維斯的14個區之一，位於尼維斯島西部，北鄰聖托馬斯低地區，東接聖詹姆斯溫沃德區和聖喬治金哲蘭區，南毗聖約翰費格特里區，西臨加勒比海，首府查爾斯敦，面積4平方公里，2001年人口1,820，人口密度每平方公里455人。